# Лисовић
Лисовић је насељено место у градској општини Барајево у Граду Београду. Према попису из 2022. било је 986 становника.

## Историја
Лисовић се налази северозападно од Сопота. Лисовић је старије насеље. У селу се још наилази на трагове од „ Калдрме“ старог пута који овуда пролазио. Једно место у селу зове се Маџарија и ту је, веле, било „маџарско гробље“. 

О постанку имена очувало се народно предање. Предање вели да су први досељеници овде затекли велику шуму са које је, пошто је била јесен, силно лишће попадало по земљи. Њих је зачудило овако „лис-вито место“ по чему је, веле, и село добило име.
Сигурне податке о Лисовићу имамо из почетка 18. века. На карти из доба аустријске владавине (1718-1739. г.) забележено је ово насеље под именом Lissoviz. У почетку 19. века је улазило у састав Катићеве кнежине и имало је 1818. г 26 а 1822. г. 33 куће. Године 1846. припадало је срезу туријском и имало је 47 кућа. По попису из 1921. године. Лисовић је имао 206 кућа са 1016 становника. 

Најстарија породица у селу јесу Сретеновићи старином из Шарана (срез таковски). Њихов предак позната личност Павле Сретеновић, који је као младић учествовао у Устанку и борио се уз Јанка Катића. Доцније је био члан магистрата и судија у Београду. У старе породице убрајају се и Минићи, Пауновићи, Мијаиловићи и лукићи. Преци Минића, Пауновића и Мијаиловићи дошли су из Шарана а Лукићи не знају од куда су старином. Остале породице млађи досељеници.
Село је добило првог учитеља 1873. године а школа је била у приватној згради. Године 1874. купљена је зграда која је служила за школу све до 1884., када је подигнута нова школа. Стара школа је употребљена за учитељске станове.. (подаци крајем 1921. године).

## Демографија
У насељу Лисовић живи 842 пунолетна становника, а просечна старост становништва износи 41,4 година (39,8 код мушкараца и 43,0 код жена). У насељу има 353 домаћинства, а просечан број чланова по домаћинству је 2,99.
Ово насеље је у великим делом насељено Србима (према попису из 2002. године).
|  |

| Демографија | Демографија | Демографија |
| Година      | Становника  | Становника  |
| ----------- | ----------- | ----------- |
| 1948.       | 1.135       |             |
| 1953.       | 1.167       |             |
| 1961.       | 1.114       |             |
| 1971.       | 963         |             |
| 1981.       | 1.032       |             |
| 1991.       | 1.075       | 1.037       |
| 2002.       | 1.057       | 1.117       |
| 2011.       | 1.054       |             |

| Етнички састав према попису из 2002.‍ | Етнички састав према попису из 2002.‍ | Етнички састав према попису из 2002.‍ | Етнички састав према попису из 2002.‍ | Етнички састав према попису из 2002.‍ |
| ------------------------------------ | ------------------------------------ | ------------------------------------ | ------------------------------------ | ------------------------------------ |
|                                      |                                      |                                      |                                      |                                      |
| Срби                                 | Срби                                 |                                      | 1.000                                | 94,60%                               |
| Роми                                 | Роми                                 |                                      | 14                                   | 1,32%                                |
| Црногорци                            | Црногорци                            |                                      | 13                                   | 1,22%                                |
| Хрвати                               | Хрвати                               |                                      | 1                                    | 0,09%                                |
| Македонци                            | Македонци                            |                                      | 1                                    | 0,09%                                |
| Југословени                          | Југословени                          |                                      | 1                                    | 0,09%                                |
| непознато                            | непознато                            |                                      | 16                                   | 1,51%                                |

| Година пописа     | 1948. | 1953. | 1961. | 1971. | 1981. | 1991. | 2002. |
| ----------------- | ----- | ----- | ----- | ----- | ----- | ----- | ----- |
| Број домаћинстава | 254   | 260   | 276   | 261   | 295   | 326   | 353   |

| Број чланова      | 1  | 2  | 3  | 4  | 5  | 6  | 7 | 8 | 9 | 10 и више | Просек |
| ----------------- | -- | -- | -- | -- | -- | -- | - | - | - | --------- | ------ |
| Број домаћинстава | 82 | 84 | 55 | 63 | 40 | 20 | 5 | 2 | 1 | 1         | 2,99   |

| Пол    | Укупно | Неожењен/Неудата | Ожењен/Удата | Удовац/Удовица | Разведен/Разведена | Непознато |
| ------ | ------ | ---------------- | ------------ | -------------- | ------------------ | --------- |
| Мушки  | 433    | 120              | 267          | 24             | 21                 | 1         |
| Женски | 449    | 82               | 257          | 92             | 18                 | 0         |
| УКУПНО | 882    | 202              | 524          | 116            | 39                 | 1         |

| Пол    | Укупно                    | Пољопривреда, лов и шумарство | Рибарство                            | Вађење руде и камена | Прерађивачка индустрија       |
| ------ | ------------------------- | ----------------------------- | ------------------------------------ | -------------------- | ----------------------------- |
| Мушки  | 217                       | 37                            | 0                                    | 1                    | 59                            |
| Женски | 142                       | 28                            | 0                                    | 0                    | 35                            |
| УКУПНО | 359                       | 65                            | 0                                    | 1                    | 94                            |
| Пол    | Производња и снабдевање   | Грађевинарство                | Трговина                             | Хотели и ресторани   | Саобраћај, складиштење и везе |
| Мушки  | 11                        | 19                            | 17                                   | 4                    | 31                            |
| Женски | 2                         | 0                             | 17                                   | 5                    | 5                             |
| УКУПНО | 13                        | 19                            | 34                                   | 9                    | 36                            |
| Пол    | Финансијско посредовање   | Некретнине                    | Државна управа и одбрана             | Образовање           | Здравствени и социјални рад   |
| Мушки  | 0                         | 9                             | 15                                   | 2                    | 6                             |
| Женски | 3                         | 2                             | 5                                    | 7                    | 22                            |
| УКУПНО | 3                         | 11                            | 20                                   | 9                    | 28                            |
| Пол    | Остале услужне активности | Приватна домаћинства          | Екстериторијалне организације и тела | Непознато            | Непознато                     |
| Мушки  | 3                         | 0                             | 0                                    | 3                    | 3                             |
| Женски | 6                         | 1                             | 0                                    | 4                    | 4                             |
| УКУПНО | 9                         | 1                             | 0                                    | 7                    | 7                             |

## Коришћена Литература
- Извор Монографија Подунавске области 1812-1927 објављено (1927 г.)„Напредак Панчево,,
- „Летопис“: Подунавска места и обичаји Марина (Беч 1999 г.). Летопис период 1812 – 2009 г. Саставио од Писаних трагова, Летописа, по предању места у Јужној Србији, места и обичаји настанак села ко су били Досељеници чиме се бавили мештани
- Напомена

У уводном делу аутор је дао кратак историјски преглед овог подручја од праисторијских времена до стварање државе Краљевине Срба, Хрвата и Словенаца. Највећи прилог у овом делу чине ,»Летописи« и трудио се да не пропусти ниједну важну чињеницу у прошлости описиваних места.